# Ортале (Арецо)
Ортале је насеље у Италији у округу Арецо, региону Тоскана.
Према процени из 2011. у насељу је живело 56 становника. Насеље се налази на надморској висини од 449 м.